# Typologia krajobrazu naturalnego Polski
Typologia krajobrazu naturalnego Polski – podział krajobrazu naturalnego Polski na poszczególne jednostki hierarchiczne.
Jako pierwszy w Polsce opis krajobrazów przedstawił Jerzy Smoleński w 1912 roku, na podstawie fizjonomii. W 1922 roku Stanisław Lencewicz wydzielił 6 typów krajobrazu rozumianego jako zespół wzajemnie powiązanych komponentów przyrody. Kolejna koncepcja autorstwa Adama Wodziczki (1932, 1950) dowodziła, że podejście krajobrazowe, obejmuje: 
- biologię krajobrazu, czyli analizę sposobu funkcjonowania krajobrazu i powiązań pomiędzy jego składowymi
- pielęgnację i higienę krajobrazu, czyli jego ochronę i kształtowanie
- uprawę krajobrazu, czyli jego zagospodarowanie.

Pierwszy całościowy podział przedstawił w 1960 roku Jerzy Kondracki. Zakładał on, iż głównym czynnikiem krajobrazotwórczym jest rzeźba powierzchni ziemi, która jest ściśle związana z budową geologiczną. Ten związek decyduje o różnicach pozostałych składowych systemu krajobrazowego, czyli wodach, glebach, szacie roślinnej i świecie zwierzęcym. Podział zawierał klasy, rodzaje, gatunki i odmiany krajobrazu.
W 1984 roku powstała nowa wersja podziału krajobrazowego Polski, opracowana przez zespół naukowców z ośrodków naukowych z całego kraju, pod kierunkiem Jerzego Kondrackiego i Andrzeja Richlinga. Pojawiły się nowe materiały i dokładna podziałka co pozwoliło na uszczegółowienie wcześniejszej klasyfikacji. Dodano klasę krajobrazów dolin i obniżeń, zmieniono rodzaje krajobrazu nizin i gór, zmieniono i wzbogacono gatunki. Podział prowadzono na podstawie cech dominujących, zakładając iż w różnych sytuacjach dominują różne czynniki.
Obecny podział pochodzi z 1992 roku opracowany przez Andrzeja Richlinga. Jest on trochę zmodyfikowany i uproszczony. 
| Rodzaj                                                                       | Gatunek                                            | Cechy                                                | Cechy                                                        | Cechy                       |
| Rodzaj                                                                       | Gatunek                                            | gleby                                                | wody                                                         | roślinność potencjalna      |
| 1. Krajobrazy nizin                                                          |                                                    |                                                      |                                                              |                             |
| 1.Glacjalne                                                                  | Równinne i faliste                                 | brunatne, czarne ziemie                              | zmienne, kilka poziomów, obecność jezior i bagien            | grądy                       |
| 1.Glacjalne                                                                  | Pagórkowate                                        | brunatne, płowe, rdzawe                              | zmienne, obecność jezior i bagien                            | grądy, bory mieszane        |
| 1.Glacjalne                                                                  | Wzgórzowe                                          | rdzawe, płowe, rzadziej brunatne                     | głębokie, piętrowe                                           | bory mieszane, grądy        |
| 2. Peryglacjalne                                                             | Równinne i faliste                                 | rdzawe, płowe                                        | zróżnicowana głębokość, rzadka sieć powierzchniowa           | bory mieszane, grądy        |
| 2. Peryglacjalne                                                             | Pagórkowate                                        | rdzawe, bielicowe                                    | zmienne, z przewagą głębokich                                | bory mieszane               |
| 2. Peryglacjalne                                                             | Wzgórzowe                                          | rdzawe, bielicowe                                    | głębokie, często piętrowe                                    | bory sosnowe, bory mieszane |
| 3. Fluwioglacjalne                                                           | Równinne i faliste                                 | bielicowe, rdzawe                                    | głębokie                                                     | bory suche, bory mieszane   |
| 4. Eoliczne                                                                  | Pagórkowate                                        | bielicowe i o niewykształconym profilu               | nierównomiernie głębokie                                     | suche bory sosnowe          |
| 4. Eoliczne                                                                  | Wzgórzowe                                          | bielicowe i o niewykształconym profilu               | głębokie                                                     | suche bory sosnowe          |
| 2. Krajobrazy wyżyn i niskich gór                                            |                                                    |                                                      |                                                              |                             |
| 1. Lessowe - eoliczne                                                        | Wysoczyzn słabo rozciętych                         | czarnoziemy, brunatne, płowe                         | głębokie, bez sieci powierzchniowej                          | grądy, dąbrowy świetliste   |
| 1. Lessowe - eoliczne                                                        | Wysoczyzn silnie rozczłonkowanych                  | brunatne, płowe                                      | głębokie, rzadka sieć stała, gęsta epizodyczna               | grądy, dąbrowy świetliste   |
| 2. Węglanowe i gipsowe - erozyjne                                            | Zwartych masywów ze skałkami                       | rędziny, brunatne, płowe                             | wody krasowe bez sieci powierzchniowej, źródła               | grądy, dąbrowy świetliste   |
| 2. Węglanowe i gipsowe - erozyjne                                            | Izolowanych, połogich wzniesień                    | rędziny, płowe, brunatne                             | wody krasowe                                                 | grądy, bory mieszane        |
| 2. Węglanowe i gipsowe - erozyjne                                            | Płaskowyży falistych                               | brunatne, rędziny                                    | wody krasowe, rzadka sieć powierzchniowa, źródła             | grądy, dąbrowy świetliste   |
| 3. Krzemianowe i glinokrzemianowe - erozyjne                                 | Pogórzy                                            | brunatne, rdzawe, płowe                              | płytki, duży odpływ powierzchniowy lub podpowierzchniowy     | bory mieszane, grądy        |
| 3. Krzemianowe i glinokrzemianowe - erozyjne                                 | Pojedynczych wzniesień                             | rdzawe, brunatne                                     | płytkie                                                      | bory mieszane, grądy        |
| 3. Krajobrazy gór średnich i wysokich                                        |                                                    |                                                      |                                                              |                             |
| 1. Gór średnich - erozyjne                                                   | Regla dolnego                                      | brunatne góskie                                      | płytkie, duży odpływ                                         | lasy jodłowo-bukowe         |
| 1. Gór średnich - erozyjne                                                   | Regla górnego                                      | o niewykształconym profilu na różnym podłożu skalnym | płytkie, bardzo duży odpływ, gęsta sieć wód powierzchniowych | bory świerkowe              |
| 2. Wysokogórskie - erozyjne i glacjalne                                      | Subalpejskie (kosodrzewiny)                        | górskie na różnym podłożu                            | płytkie, bardzo duży odpływ                                  | kosodrzewina                |
| 2. Wysokogórskie - erozyjne i glacjalne                                      | Alpejskie (halne)                                  | górskie na różnym podłożu                            | płytkie, bardzo duży odpływ                                  | łąki górskie                |
| 2. Wysokogórskie - erozyjne i glacjalne                                      | Subniwalne (turniowe)                              | brak                                                 | bardzo silny odpływ powierzchniowy                           | brak                        |
| 4. Krajobrazy dolin i obniżeń                                                |                                                    |                                                      |                                                              |                             |
| 1. Zalewowych den dolin - akumulacyjne                                       | Równin zalewowych w terenach nizinnych i wyżynnych | mady                                                 | płytkie, okresowo zalewy                                     | łęgi                        |
| 1. Zalewowych den dolin - akumulacyjne                                       | Równin zalewowych w terenach górskich              | bagienne i mady                                      | płytkie, okresowo zalewy                                     | łęgi, bory                  |
| 2. Teras nadzalewowych - akumulacyjne                                        | Równin terasowych w terenach nizinnych i wyżynnych | rdzawe                                               | nierównomierne głęgowie, bez sieci powierzchniowej           | bory sosnowe                |
| 2. Teras nadzalewowych - akumulacyjne                                        | Równin terasowych w terenach górskich              | rdzawe i brunatne górskie                            | zmienne głębokie                                             | bory, grądy                 |
| 3. Deltowe - akumulacyjne                                                    |                                                    | mady                                                 | płytkie                                                      | łęgi                        |
| 4. Równin bagiennych - akumulacyjne                                          |                                                    | bagienne                                             | płytkie i bardzo płytkie                                     | olsy, bory bagienne         |
| 5. Obniżeń denudacyjnych i kotlin w terenach wyżynnych i górskich - erozyjne |                                                    | rdzawe, brunatne, rędziny                            | zmienne głębokie, częściowo wody krasowe                     | bory, grądy                 |